# Otto Wasner

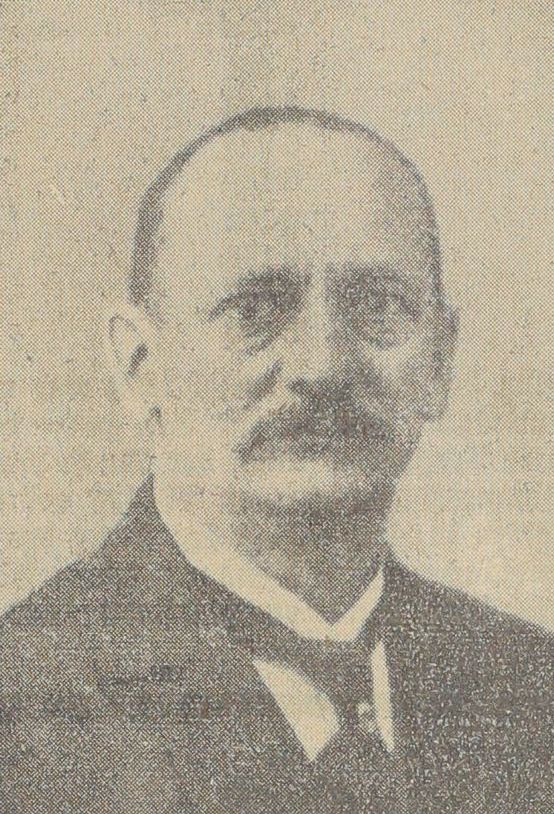
Otto Wasner

Josef Wilhelm Otto Wasner (* 5. Mai 1857 in Breslau; † 13. Dezember 1919 in Stuttgart) war ein württembergischer Landtagsabgeordneter. 

## Leben
Wasner war der Sohn des Dieners Franz Wasner und dessen Frau Christiana, geb. Grundmann. 
Nach dem Besuch der Volksschule lernte er Handschuhmacher und war als Geselle nebenamtlicher Funktionär des Verbands der Handschuhmacher Deutschlands. 1891 wurde er Redakteur der Zeitschrift des Verbandes und dessen Kassier im Hauptvorstand des Verbandes in Stuttgart. Von 1893 bis 1901 war er Vorsitzender des Handschuhmacherverbands.
Wasner war Mitglied der SPD und u. a. 1898 Kandidat im Reichstagswahlkreis Königreich Württemberg 7. Ab 1902 war er Parteisekretär der SPD in Stuttgart, was er bis zu seinem Tod Ende 1919 blieb. Er war aus finanziellen Gründen bis 1909 der einzige Sekretär der SPD-Landespartei und war auch Mitglied und als Nachfolger von Friedrich Fischer Vorsitzender des SPD-Landesvorstands (1900–1903) in Württemberg und ab 1906 Mitglied des Stuttgarter Gemeinderates. 
Von 1907 bis 1912 war er als Abgeordneter im Wahlkreis Neuenbürg Mitglieder der Württembergischen Landstände des Königreichs Württemberg. 
In der Württembergischen Verfassunggebenden Landesversammlung saß Wasner bis zu seinem Austritt am 27. Juni 1919. 
Nach seinem Tod war Kurt Schumacher Untermieter bei seiner Frau Emma.